# 期中考试
期中考试，簡稱期中考，又称定期測驗（「測驗」可換成「評量」、「考試」等同類詞彙）、分段考試（段考），是在一个学期中间阶段进行的大规模考试，是校方对学生学习效果的考察。
通常，小學每學期兩次，國中每學期三次，一次考兩天，高中職每學期三次，一次考三天，大學為兩次。大多數學校會規定期中考試必須是各班使用同一份考卷，佔一定比例的學期分數（通常每次考試會佔學期總成績的百分之二十以上）。在臺灣戒嚴時期，期中考試也常常會作為能力分班的標準，「前段班」學生期中考試若考不好，則可能下降到「後段班」；反之，「後段班」學生若能考好，則可能晉身「前段班」，所以學生會特別重視，甚至有補教業者推出「段考加強」的課程。
由於提倡多元學習的關係，許多學校的期中考試由紙筆測驗被改為口試、個人書面報告、分組書面報告或者繳交其他作業等。